# La Gresle
La Gresle är en kommun i departementet Loire i regionen Auvergne-Rhône-Alpes i centrala Frankrike. Kommunen ligger i kantonen Belmont-de-la-Loire som tillhör arrondissementet Roanne. År 2022 hade La Gresle 849 invånare.

## Befolkningsutveckling
Antalet invånare i kommunen La Gresle
| Referens: INSEE |